# Ruta Nacional 49 (Colombia)
La Ruta Nacional 49 es una ruta troncal nacional que inicia en el caserío de San Roque (municipio de Curumaní) en el departamento del Cesar y finaliza en la ciudad de Riohacha, capital del departamento de La Guajira, aunque actualmente se tiene oficializado como ruta hasta el caserío de Buenavista.
En la Resolución 3700 de 1995 se establecieron 2 tramos que no eran continuos, ya que uno iba desde San Roque al municipio de La Paz donde se acortaba y reiniciaba en el sitio Cuestecitas (municipio de Albania) hasta Riohacha cruzando por el sitio La Florida. La Resolución 5471 de 1999 amplía La vía desde La Paz hasta Buenavista. Aunque también se considera la carretera entre Buenavista-Tomarrazón-La Florida-Riohacha parte de la Ruta 49, no tienen un tramo definido, así mismo la Ruta 49 ya no cruza por el sitio de Cuestecitas.
Actualmente la ruta no comunica desde la guajira hasta el cesar, es una vía rural sin pavimentar. Según cuentan habitantes de la zona el expresidente Uribe se robó el dinero de esta importante vía. 

## Descripción de la Ruta
La Ruta posee una longitud total de 218,24 km. aproximadamente dividida de la siguiente manera:

### Ruta Actual[1]
| Código | Tipo  | Recorrido                                | Clasificación SINC | PR Inicial | PR Final | Longitud km. |
| ------ | ----- | ---------------------------------------- | ------------------ | ---------- | -------- | ------------ |
| 4901   | Tramo | San Roque - La Paz                       | Troncal del Carbon | 0+0000     | 140+0000 | 140,00       |
| 4902   | Tramo | La Paz - San Juan del Cesar - Buenavista | Troncal del Carbon | 0+0000     | 75+0237  | 75,24        |
| 49GJB  | Paso  | Paso Nacional por San Juan del Cesar     | Troncal del Carbon | 0+0000     | 3+0000   | 3,00         |

- Total kilómetros a cargo de INVIAS: 218,24 km.
- Total Kilómetros en concesión por la ANI: 00,00 km.
- Total Kilómetros en concesión departamental: 00,00 km.
- Total tramos (incluido tramos alternos): 2
- Total pasos o variantes: 1
- Total ramales: 0
- Total subramales: 0
- Porcentaje de vía en Doble Calzada: 1%
  -  49GJB  Paso Nacional por San Juan del Cesar: 3,00 km aprox.
- Porcentaje de Vía sin pavimentar: 0%

### Ruta eliminada o anterior[1]
| Código   | Tipo     | Recorrido                       | Situación Actual                             |
| -------- | -------- | ------------------------------- | -------------------------------------------- |
| 49GJA    | Paso     | Paso por Galán                  | - 49GJC Carretera secundaria departamental   |
| 49GJB    | Paso     | Paso por Barbacoas              | - 49GJD Carretera secundaria departamental   |
| 49GJC    | Paso     | Paso por Arroyo Arena           | - 49GJE Carretera secundaria departamental   |
| 49GJD    | Paso     | Paso por El Abra                | - 49GJF Carretera secundaria departamental   |
| 49CS01   | Ramal    | San Diego - Medialuna           | - 49CS01 Carretera secundaria departamental  |
| 49CS02   | Ramal    | Codazzi - La Duda               | - 83895 Carretera terciaria INVIAS           |
| 49GJ01   | Ramal    | La Florida - Tomarrazón         | - 49GJ04 Carretera secundaria departamental  |
| 49GJ02   | Ramal    | La Florida - Monguí - Machobayo | - 49GJ05 Carretera terciaria departamental   |
| 49GJ02-1 | Subramal | Subramal a Cotoprix             | - 49GJ05-1 Carretera terciaria departamental |
| 49GJ02-2 | Subramal | Accesos a Monguí                | - 49GJ05-2 Carretera terciaria departamental |

## Municipios
Las ciudades y municipios por los que recorre la ruta son los siguientes:
Convenciones:
- Fondo Azul : Recorrido actual.
- Fondo Gris : Recorrido anterior.
- Negrita: Cabecera municipal.
- Texto azul: Ríos.
- Texto verde: Parques nacionales.

| Tramo | Municipio           | Recorrido | Departamento |
| ----- | ------------------- | --- | ------------ |
| 4901  | Curumaní            | San Roque (Cruce 4515 y 4516 ); Río Simití; Santa Isabel; Río Anime. | Cesar        |
| 4901  | Chiriguaná          | Rincón Hondo (Acceso 49CS02 a Cruce La Sierra); Arenas Blancas; Río Las Ánimas. | Cesar        |
| 4901  | La Jagua de Ibirico | Las Palmitas; Arroyo San Antonio; La Jagua de Ibirico; Río Sororia; Arroyo El Tocuy. | Cesar        |
| 4901  | Becerril            | La Victoria (Acceso T5 a San Isidro); Río Maracas; Becerril (Acceso T4 a La Guajirita). | Cesar        |
| 4901  | Agustín Codazzi     | Casaracá; Río Casaracá; Llerasca (Acceso por T7 ); Río Sicarare; Sicarara; Agustín Codazzi (Acceso 45CS09 a Cuatro Vientos y acceso T8 a Sinaí). | Cesar        |
| 4901  | La Paz              | Río Casaracá; Río Magiriaimo. | Cesar        |
| 4901  | San Diego           | El Desastre; Río Tocaimo; Los Brasiles; Pista LA Matua; San Diego; Río Chiriamo. | Cesar        |
| 4901  | La Paz              | La Paz (Cruce 8004 y acceso 8004 a Manaure Balcón del Cesar) | Cesar        |
| 4902  | La Paz              | La Paz; Varasblancas; Río Riecito. | Cesar        |
| 4902  | La Jagua del Pilar  | La Jagua del Pilar (Accesos por 85520 y 49GJ01 ). | La Guajira   |
| 4902  | Urumita             | Líbano; Urumita (Accesos por 49GJ07 y 49GJ03 ). | La Guajira   |
| 4902  | Villanueva          | Villanueva (Acceso por Paso 49GJG ; Accesos 85680 y 85685 a Veracruz y Juncalito) | La Guajira   |
| 4902  | El Molino           | El Molino (Acceso por Paso 49GJA y Carrera 2 ); Río El Molino. | La Guajira   |
| 4902  | San Juan del Cesar  | El Tablazo (Acceso); San Juan del Cesar (Paso 49GJB y cruce 8004A ); El Carmen; Arroyo El Guanabano. | La Guajira   |
| 4902  | Distracción         | Sitio Nuevo (Accesos por 86103 a La Duda); Buenavista (Cruce 8801 ). | La Guajira   |
| 4903  | Distracción         | Buenavista; Distracción; Los Hornitos; Chorrera; Dos Caminos. | La Guajira   |
| 4903  | Riohacha            | Cielito Lindo; Río Nuevo; La Gloria; Santa Fe; Guadalito; Reserva Natural de la sociedad civil San Martín; Tomarrazón (Accesos por 86020 a Cascajalito Las Casitas); Galán; Cielo Azul; Barbacoas (Paso 49GJD ); La Florida (Acceso 49GJ4 a Cuestecitas); Arroyo Arena (Paso 49GJE ); El Abra (Paso 49GJF ); Anaralito; Riohacha. | La Guajira   |

## Concesiones y proyectos
Actualmente la ruta no posee kilómetros entregados en Concesión para su construcción, mejoramiento y operación.

### Concesiones y proyectos anteriores
| Código | Sector                                   | Tipo          | Cód. proyecto | Nombre Proyecto      | Concesionaria                   | Unidad Funcional | Etapa     | PR Inicial | PR Final | Longitud km. |
| ------ | ---------------------------------------- | ------------- | ------------- | -------------------- | ------------------------------- | ---------------- | --------- | ---------- | -------- | ------------ |
| 4901   | San Roque - La Paz                       | Concesión ANI | 4G014         | IP - Cesar - Guajira | Concesión Cesar - Guajira S.A.S | Tramo 1          | Reversado | 0+0000     | 140+0000 | 140,00       |
| 4902   | La Paz - San Juan del Cesar - Buenavista | Concesión ANI | 4G014         | IP - Cesar - Guajira | Concesión Cesar - Guajira S.A.S | Tramo 2; Tramo 3 | Reversado | 0+0000     | 75+0237  | 75,24        |

### Concesiones y proyectos futuros
| Código | Sector                   | Tipo            | Cód. proyecto | Nombre Proyecto                              | Concesionaria | Unidad Funcional | Etapa               | PR Inicial | PR Final | Longitud km. |
| ------ | ------------------------ | --------------- | ------------- | -------------------------------------------- | ------------- | ---------------- | ------------------- | ---------- | -------- | ------------ |
| 4903   | Distracción - La Florida | Proyecto INVIAS | NA            | Estudios y diseños - Distraccón - La florida | Sin definir   | Sin definir      | Estudios y proyecto | NA         | NA       | NA           |